# Эренштейн, Альберт
Альбе́рт Эренште́йн (нем. Albert Ehrenstein; 23 декабря 1886, Вена — 8 апреля 1950, Нью-Йорк) — австрийский писатель и поэт, один из представителей литературного экспрессионизма.

## Биография
Альберт Эренштейн родился в Австро-Венгрии, в семье еврея-кассира. Изучал историю и философию. Привлёк внимание К. Крауса, который опубликовал стихотворение Эренштейна в своём журнале. Подружился с Оскаром Кокошкой и другими экспрессионистами. Известность ему принёс рассказ «Тубуч» (1911), один из первых образцов экспрессионистской прозы. Карл Краус в рецензии на эту книгу писал:

«…появилось новое поэтическое дарование, которое первым же своим словом порывает со сферой, где искусство довольствуется тем, чтобы служить необязательным приложением к чему-то, что, хотя само по себе никакой ценности не имеет, почитается за главное и называется жизнью. Здесь же мы видим нечто нераздельное: как некий человек сам создает себе жизнь, которую он отвергает, но к которому она достаточно добра, чтобы разговаривать с ним голосом „денщика“, и как человек этот от совершеннейших пустяков открашивает себе видения, будто бы перед ним были не пустяки, а райское золотое древо жизни; такой подход — по крайней мере в той области, где болтуны и психологи привыкли обрабатывать уже готовые материалы, — есть нечто новое и волнующее. Реальная Линцерштрассе для этого Карла Тубуча вмещает в себя больше неба и земли, чем любая бескрайняя страна, которая может пригрезиться тем, кто умеет грезить».— Карл Краус. «Факел», 1912, № 343
Выступал против империалистической войны и в поддержку революции. В 1920-е годы много путешествовал, увлёкся китайской культурой. В 1934 году посетил СССР. При нацистах творчество Эренштейна было запрещено, после скитаний по Европе он уехал в США. После войны Эренштейн пытался вернуться домой, но не нашёл издателя и умер в Нью-Йорке в бедности. Похоронен в Лондоне.

## Основные произведения
- Tubutsch, 1911 (veränderte Ausgabe 1914, häufige Neuaufl.)
- Der Selbstmord eines Katers, 1912
- Die weiße Zeit, 1914
- Der Mensch schreit, 1916
- Nicht da nicht dort, 1916
- Die rote Zeit, 1917
- Den ermordeten Brüdern, 1919
- Karl Kraus 1920
- Die Nacht wird. Gedichte und Erzählungen, 1920 (Sammlung alter Arbeiten)
- Der ewige Olymp. Novellen und Gedichte, 1921 (Sammlung alter Arbeiten)
- Wien, 1921
- Die Heimkehr des Falken, 1921 (Sammlung alter Arbeiten)
- Briefe an Gott. Gedichte in Prosa, 1922
- Herbst, 1923
- Menschen und Affen, 1926 (Sammlung essayistischer Werke)
- Ritter des Todes. Die Erzählungen von 1900 bis 1919, 1926
- Mein Lied. Gedichte 1900—1931, 1931
- Gedichte und Prosa. Hg. Karl Otten. Neuwied, Luchterhand 1961

## Переводы на русский язык
- Тубуч: Новелла / Пер. Евгения Воропаева // Иностранная литература. — 2011. — № 4.
- Стихотворение «Вечернее озеро» в пер. Т. Чурилина